# Kofoworola Abeni Pratt
Pour les articles homonymes, voir Pratt.
Kofoworola Abeni Pratt (1915 - 18 juin 1992), est une infirmière d'origine nigériane, elle a été la première infirmière noire à travailler au National Health Service de Grande-Bretagne. Elle est devenue par la suite vice-présidente du Conseil international des infirmières et première infirmière en chef noire du Nigeria, travaillant au ministère fédéral de la Santé,.

## Biographie
Pratt, fille d'Augustus Alfred Scott et d'Elizabeth Omowumi (née Johnson) fait ses études à l'école secondaire St John's et à la CMS Girls' Grammar School de Lagos puis a étudié pour devenir enseignante au United Missionary College d'Ibadan, après que son père l'a découragée de son souhait d'être infirmière. De 1936 à 1940, elle a enseigné dans une école de filles de la Church Mission Society au Nigeria. Elle a épousé un pharmacien nigérian, le Dr Olu Pratt, qui a par la suite obtenu des diplômes médicaux britanniques au St Bartholomew's Hospital de Londres.
Après avoir déménagé en Angleterre en 1946, Pratt a étudié les soins infirmiers à l'école Nightingale (en) de l'hôpital St Thomas, à Londres. Pendant son séjour à l'hôpital St Thomas, Pratt a subi une discrimination raciale, lorsqu'un patient a refusé d'être traité par une infirmière noire. Pratt a passé ses examens d'État préliminaires en 1948 et ses finaux en 1949, se qualifiant d'infirmière diplômée d'État en 1950. Il était inhabituel qu'une femme mariée soit autorisée à pratiquer des soins infirmiers à ce moment-là, et Pratt a également été la première infirmière noire qualifiée à travailler pour le NHS. Pendant son séjour à Londres, elle a été active au sein de l'Union des étudiants ouest-africains (en) (WASU), une association d'étudiants de divers pays ouest-africains qui étudiaient au Royaume-Uni et qui, en 1942, avaient demandé l'indépendance des Colonies ouest-africaines de la Grande-Bretagne.
Pratt est revenue au Nigeria en 1954, après 4 ans de travail pour le NHS. Bien qu'elle se soit initialement vue refuser un poste de sœur de paroisse - un poste qui n'était alors ouvert qu'aux ex-ressortissants britanniques - elle a été nommée directrice de l'Hôpital universitaire d'Ibadan dans les dix années suivantes. Pratt a été le premier Nigérian à occuper ce poste. Elle a créé une école d'infirmières à l'Université d'Ibadan en 1965. Pratt a également été fondatrice et dirigeante de l'Association professionnelle des infirmières et infirmiers qualifiés au Nigéria et fondatrice et corédactrice de la revue Nigerian Nurse,.
Pratt a été infirmière en chef au ministère fédéral de la Santé (en) du Nigeria, puis nommée commissaire à la santé de Lagos dans les années 1970,. En 1971, Pratt est devenue présidente du Conseil national des sociétés féminines (en) du Nigeria.
Elle est décédée le 18 juin 1992.

## Prix et distinctions
En 1973, elle a reçu la médaille Florence Nightingale du Comité international de la Croix-Rouge. La citation la décrit ainsi: « State Registered Nurse and Midwife. Certificate in Tropical Nursing. Teachers Diploma. Hospital Nursing Administration Certificate. Chief Nursing Officer, Federal Ministry of Health, Lagos ».
Le prix lui a été remis par le président de la Croix-Rouge nigériane, Adetokunbo Ademola, le 21 décembre 1973. En 1975, elle a reçu un titre de chefferie - celui de l' Iya Ile Agbo 'Isheri - pour services rendus à la nation,. En 1979, elle a été nommée membre honoraire du Royal College of Nursing (en).